# Polyommatus drunela
Polyommatus drunela är en fjärilsart som beskrevs av Swinhoe 1910. Polyommatus drunela ingår i släktet Polyommatus och familjen juvelvingar. Inga underarter finns listade i Catalogue of Life.